# Chiesa dell'Assunzione di Maria Vergine (Laurenzana)
La chiesa dell'Assunzione di Maria Vergine, nota anche come chiesa di Santa Maria Assunta, è la parrocchiale di Laurenzana, in provincia di Potenza e arcidiocesi di Acerenza; fa parte della zona pastorale Camastra.

## Storia
La primitiva chiesa, nota con il titolo di Santa Maria de Plateis, venne costruita tra il 1214 e il 1222.
Nel 1583 si ha notizia di un intervento di ampliamento dell'edificio, resosi necessario a causa l'aumento dei fedeli.
Il XVIII secolo vide la generale trasformazione della parrocchiale, con interventi condotti a più riprese, nel mentre dei quale, nel 1723, fu impartita la consacrazione: nel 1707 venne eretta la torre campanaria, nel 1719 si procedette al rimaneggiamento dell'area absidale e nel 1780 si realizzò il nuovo portale d'ingresso assieme all'ampia cappella del Santissimo Sacramento.
Nei primi anni 2000 la chiesa venne adeguata alle norme postconciliari mediante l'aggiunta dell'ambone e dell'altare rivolto verso l'assemblea; l'edificio fu poi interessato da alcuni interventi di consolidamento e di restauro tra il 2010 e il 2013.

## Descrizione

### Esterno
L'assimetrica facciata della chiesa, contigua a quella dell'edificio adiacente, è suddivisa da una cornice marcapiano in due registri; quello inferiore è caratterizzato dal portale d'ingresso, con timpano spezzato, e da una finestrella, mentre quello superiore presenta altre tre finestrelle, di cui una però è murata.
Annesso alla parrocchiale è il campanile a base quadrata, la cui cella presenta su ogni lato una monofora a tutto sesto ed è coronata dalla cupola poggiante sul tamburo.

### Interno
L'interno dell'edificio, coperto dal soffitto piano abbellito da dipinti eseguiti dal pugliese Umberto Colonna, si compone di tre navate, separate da pilastri, abbelliti da lesene tuscaniche e sorreggenti degli archi a tutto sesto, sopra i quali corre la trabeazione aggettante e modanata su cui si innalza un registro attico caratterizzato da finestre; al termine dell'aula si sviluppa il presbiterio, rialzato di alcuni gradini, ospitante l'altare maggiore e chiuso dall'abside.
Qui sono conservate diverse opere di pregio, tra le quali la tela raffigurante la Madonna con in braccio Gesù assieme a un angelo e ai Santi Gaetano e Filippo Neri, gli affreschi ritraenti gli Evangelisti e i Dottori della Chiesa eseguiti da Pietro da Brienza, la pala che rappresenta la Santissima Trinità con Santi, attribuita al Pietrafesa, e la serie di dipinti ritraenti l'Ultima Cena, l'Indulgenza della Porziuncola, la Regalità di Cristo, la Natività, San Donato e Sant'Emidio.